# 이시미네 가즈히코
이시미네 가즈히코(일본어: 石嶺 和彦, 1961년 1월 10일 ~ )는 일본의 전 프로 야구 선수이자 야구 지도자, 야구 해설가·평론가이다. 오키나와현 나하시 출신이며 현역 시절 포지션은 외야수, 포수, 지명 타자였다.
애칭은 ‘삿사’(サッサ)이며, 현역 시절인 1979년부터 1993년까지 한큐 브레이브스(후의 오릭스 브레이브스·오릭스 블루웨이브), 1994년부터 1996년까지 한신 타이거스에서 활약했다. 특히 한큐·오릭스 시절이던 1986년부터 1993년까지 지명 타자로서 부머 웰스, 후지이 야스오와 함께 블루 선더 타선의 중심 선수로 맹활약했다.

## 인물

### 프로 입단 전
초등학교 5학년 때 ‘나하 카프’라는 소년 야구팀에서 본격적으로 야구를 시작했다. 투구 동작이 콤팩트해 포수로서 기용됐지만, 투수를 동경하고 있었다고 한다. 초등학교 6학년 때 팀은 오키나와현 대회에서 준우승하여 이시미네도 포수로서 주목받게 됐다.
오키나와 현립 도미시로 고등학교에서는 사이 히로요시 감독의 지휘 하에서 맹연습을 쌓았고 1977년에는 시모지 가쓰하루를 에이스로 내세운 팀에서 2학년이면서도 4번 타자를 맡아 선발 대회(제49회 선발 고등학교 야구 대회)에 출전했다. 이 대회에서는 우승한 와카야마 현립 미노시마 고등학교와 2차전에서 상대해 0대 10으로 패했다. 하계 선수권 대회(제59회 전국 고등학교 야구 선수권 대회)에서는 8강까지 진출하였으나 마쓰모토 쇼지와 미야모토 겐지가 소속된 도요 대학 부속 히메지 고등학교에게 3대 8로 패했다.
3학년 때 춘계 선발 대회(제50회 선발 고등학교 야구 대회)에서는 1차전에서 패했지만 하계 선수권 대회(제60회 전국 고등학교 야구 선수권 대회)에서는 와다 유타카가 소속된 지바 현립 아비코 고등학교를 첫 경기에서 연장 끝에 승리하여 다시 8강에 진출했다. 이시미네 자신은 고시엔 대회에서의 첫 홈런을 때렸으나 오카야마히가시 상업고등학교에게 5대 6으로 석패했다. 대회가 끝난 후에는 프로 구단 스카우트가 이시미네의 자택을 찾게돼 최종적으로는 야쿠르트를 제외한 11개 구단의 스카우트가 찾아왔다고 한다. 한편, 경기 중의 몸에 맞는 볼이 원인으로 고교 시절부터 왼쪽 무릎 반달판이 가끔 어긋나게 되면서 심각한 부상 슬럼프에 시달리기도 했다.
결국 1978년 프로 야구 드래프트 회의에서는 한큐 브레이브스와 히로시마 도요 카프로부터 2순위로 지명받아 추첨에 의해 한큐가 협상권을 획득했다. 그러나 사이 감독은 일찍부터 사회인 야구팀 프린스 호텔에 들어가는 것을 권하고 있었고 또 이시미네 자신이나 그의 부모는 도시바나 닛폰 석유에 가서 무릎을 치료하기를 희망하였다. 사이 감독의 희망을 꺾을 수도 없어 진로는 좀처럼 정해지지 않았지만 오키나와현 출신의 스나가와 게이겐이 사이 감독을 설득한 일도 있어 12월에 한큐에 입단하기로 결심했다. 계약금 및 연봉은 각각 2,500만 엔, 240만 엔(모두 추정치)으로 그 해의 고졸 선수로서는 최고 금액이었다.

### 프로 야구 선수 시절

#### 한큐 브레이브스 시절
입단 당시에는 신장 174 cm, 체중 70kg밖에 불과할 정도의 왜소한 체구였고 스프링 캠프에서 후쿠모토 유타카나 미노다 고지, 바비 마르카노 등의 강력한 타구를 보고 자신이 빈약하게 느껴졌다고 한다. 그러나 시즌에 들어서자 웨스턴 리그(2군)에서 안정된 타격을 선보이면서 105타수 33안타로 타율 3할 1푼 4리, 홈런 3개를 기록하는 등 기대 이상의 성적을 남겼다. 그러나 왼쪽 무릎을 보호하려 드니 원바운드의 볼을 잡는데 어려움을 겪어 수비면에서 과제를 안게 됐다. 그리고 10월의 추계 스프링 캠프에서 헛스윙을 하다가 반달판이 빠지면서 마사지 등으로는 회복되지 않아서 결국 12월에 수술을 받았다.
프로 2년째인 1980년 2월에 퇴원한 뒤 원상복귀되지 않는 반달판을 지탱하기 위해 주변 근육을 계속 단련했다. 웨스턴 리그에서는 무릎에 부담을 주지 않도록 대타를 중심으로 기용되면서 82타수 21안타로 타율은 2할 5푼 6리로 낮아졌지만 홈런은 4개로 증가해 장거리포의 편린을 엿보게 했다. 이듬해 1981년에는 히로시마와의 시범 경기에서 7점 차로 뒤진 9회말에 대타로서 출전해 이 타석에서 볼넷을 선택한 것을 기점으로 타순이 한 바퀴 도는 맹공격이 시작됐고 9회에 다시 돌아온 타석에서 라이너성 끝내기 3점 홈런을 때려냈다. 이것을 계기로 그 해부터 감독으로 취임한 우에다 도시하루로부터 펀치력을 평가받아 나카자와 신지나 사사모토 신지, 가타오카 신노스케, 가와무라 겐이치로에 이어 이례적으로 5번째 포수로서 개막전 1군 엔트리에 진입했다. 같은 해 36경기에 출전해 타율 2할 1푼 4리를 기록했고 포수로서는 15경기에 출전했다.
1982년에는 66경기에 출전하여 작년을 웃도는 타율 2할 5푼, 홈런 4개를 기록했다. 그 해 시즌 도중에 사사모토가 요미우리 자이언츠에 트레이드로 이적하였고 나카자와는 나이가 있기 때문에 야마다 히사시의 전속 포수가 됐기 때문에 이듬해 1983년에는 포수로서 선발 출전하는 기회가 늘어났다. 그러나 출전 기회의 증가와 더불어 왼쪽 무릎에의 가해지는 부담도 커져 빈번하게 염증을 일으키게 됐다. 시즌 중반에는 트레이너와 의논해서 출전 여부를 정했는데 전력 플레이가 불가능한 상황에 싫증이 나서 8월 26일 나고야 구장에서 열리는 긴테쓰 버펄로스전에 출전을 강행했다. 경기 도중에 통증이 점점 악화되더니 다음날에는 걸을 수도 없을 정도의 극심한 부상 슬럼프에 빠지면서 그 해는 1군에 복귀하지 못했고 이것을 계기로 후지타 히로마사가 1군 포수로 정착했다.
재활 훈련을 끝내고 맞이한 1984년 시즌부터는 외야수로 전향했는데 초등학교 시절부터 줄곧 포수를 그만두고 싶었기 때문에 이시미네 자신은 기뻐했다고 한다. 한편으로 당시 한큐는 중견수·후쿠모토, 우익수·미노다의 선발이 고정돼 있었고 좌익수를 야마모리 마사후미와 요시자와 도시유키, 고바야시 신야 등 세 사람이 경쟁을 벌이는 등 선수층이 두터웠다. 이 때문인지 이시미네의 승격은 난항을 겪었으나 6월에 미노다가 손목 통증으로 슬럼프를 겪는가 하면 개막전에서 머리에 사구를 받은 지명 타자였던 미즈타니 지쓰오의 부진이 계속됐기 때문에 6월 중순에 1군에 합류했다. 그 해 후반기에는 지명 타자로서 경기에 출전하는 일이 많아졌지만 성적은 타율 2할 4푼, 홈런 6개에 머물렀다. 그 해에 열린 일본 시리즈에서는 6차전을 제외한 모든 경기에 대타로서 출전해 6타수 2안타를 기록했으나, 7차전에서는 야마네 가즈오에게 유격수 땅볼로 잡히면서 마지막 타자가 됐다.
1985년에는 조 힉스가 개막 이후부터 지명 타자로서 기용돼 이시미네는 대타를 맡았다. 그 해 대타로서의 성적은 35타수 13안타로 타율 3할 7푼 1리, 게다가 퍼시픽 리그 1위에 해당되는 14타점과 퍼시픽 리그 타이 기록이 되는 대타 홈런 6개를 기록했다. 9월에는 타율이 2할대 전반이었던 힉스를 대신해 지명 타자로서 기용됐지만 시즌 대타 홈런의 일본 기록을 달성시키기 위해 한동안은 들러리 선수의 대타로 기용됐다. 그 해의 지명 타자로서는 77타수 23안타로 타율 2할 9푼 9리의 성적을 남겨 시즌 통산으로 규정 타석을 채우지는 못했지만 처음으로 3할이 넘는 타율을 기록했다.
우에다 감독은 작년 시즌의 내용을 보고 이듬해인 1986년에는 이시미네를 지명 타자로 기용하기로 결정하고 야수인 힉스를 대신하는 외국인 선수로서 투수인 애니멀 레슬리를 영입했다. 개막전에서는 6번·지명 타자로 선발 출전했으나 그 후 일시적으로 타격이 저조했기 때문에 4월 중에는 고바야시와의 병용이 계속됐지만 고바야시도 극심한 타격 부진에 시달렸다. 1경기 중에서 결과를 내는게 좋다고 생각해 안정감을 회복하자 이시미네의 타격은 회복됐고 4월 29일의 롯데 오리온스전에서 연속 출루가 시작돼 처음으로 4번 타자의 자리를 차지한 7월 26일 롯데전에 두 번째 타석에서 홈런을 때려내 당시 일본 프로 야구 신기록인 56경기 연속 출루를 달성했다. 같은 해 한큐 니시노미야 구장에서 경기가 끝나면 항상 아침까지 여기저기 술을 마시러 다니고 낮까지 수면을 취하는 생활을 계속했지만 올스타전에도 출전하여 타율 3할, 33홈런, 96타점의 활약으로 베스트 나인(지명 타자 부문)에 처음으로 선정됐다. 그러나 시즌 중에 술과 담배를 자주할 정도로 건강 관리를 소홀히 한 것이 화근이 되어 시즌 종료 후인 10월 28일에 《프로 야구 뉴스》(후지 TV)의 파티에 참석한 뒤에도 아침까지 술로 밤을 지새워 병원에서 재검사를 받았는데 간염이 발견돼 1개월간의 안정을 피할 수 없게 됐다.
이듬해 1987년 1월 말까지 안정을 필요로 하는 상태가 이어지면서 그 동안은 병원과 아파트만 오가는 생활을 계속했다. 2월 들어 걷는 것에서부터 조깅, 웨이트 트레이닝, 티 배팅으로 연습 내용은 서서히 진전됐으나 연습 시간은 하루 30분 정도로 제한돼 있었다. 이시미네 자신은 불안을 느끼지 않았지만 우에다 감독은 시즌 중의 지구력 부족을 염려해 신인 후지이 야스오의 지명 타자로 기용하는 방안을 검토했다고 한다. 그러나 5번·지명 타자로서 맞이한 4월 10일 난카이 호크스와의 개막전 첫 번째 타석에서 야마우치 다카노리로부터 2루타를 때려내는 등 4월 성적이 타율 4할 5푼, 홈런 6개라는 매우 우수한 성적을 올리면서 쾌조의 스타트를 끊었다. 한큐 홈구장인 니시노미야 구장에서의 경기 전에는 반드시 500ml짜리 링겔을 맞았던 터라 신문지상에서는 ‘링겔 파워’라는 헤드라인을 뽑았다고 한다. 더 나아가 5월 14일에는 퍼시픽 리그 타격 3개 부문에서 모두 1위로 올라섰고 6월에는 타율 3할 1푼 6리, 5홈런, 12타점의 맹활약으로 월간 MVP에 처음으로 선정됐다. 그 해 올스타전에서는 1차전과 2차전에서 퍼시픽 리그 팀의 4번 타자를 맡았고 한층 더 3차전에서는 홈런을 포함한 맹타상을 기록하는 등 3경기를 합쳐 12타수 6안타 3타점의 성적을 남겼다. 또, 9월 2일 세이부전부터 9월 10일 긴테쓰전에 걸쳐서 퍼시픽 리그 역대 5번째 타이 기록이 되는 6경기 연속 홈런을 달성했다. 1987년에는 최종적으로 작년을 웃돈 타율 3할 1푼 7리, 34홈런, 91타점의 성적으로 2년 연속 베스트 나인(지명 타자 부문)에 선정됐다. 시즌 종료 후인 11월에는 ANA 소속 여승무원과 결혼했다.
1988년에는 4번·지명 타자로서 개막전을 맞이했고 그 해 8월 14일 롯데전에서부터 1995년까지 계속되는 연속 경기 출장이 시작됐다. 타격 3개 부문의 시즌 성적은 작년부터 미치지는 못했지만 팀내 1위인 22개의 홈런을 기록, 시즌 76타점은 마쓰나가 히로미의 77타점에 이은 팀내 2위를 기록했다. 시즌 종료 후 한큐 브레이브스는 오릭스에 매각돼 팀 이름도 ‘오릭스 브레이브스’로 변경됐고 또 난카이 호크스도 다이에에 매각되면서 오사카시에서 후쿠오카시로 연고지를 이전했다. 호크스 연고지 이전의 영향으로 가도타 히로미쓰가 오릭스 브레이브스에 트레이드로 이적했고 다음 시즌부터 이시미네와 번갈아 가며 지명 타자로 기용됐다. 또한 가도타는 오릭스에 입단한 이후 “이시미네에게 폐를 끼치지 않도록 연간 100경기는 외야 수비를 맡겠다”라고 선언했다.

#### 오릭스 브레이브스·블루웨이브 시절
1989년 스프링 캠프가 시작되면서 41세의 대베테랑이자 아킬레스건 절단의 후유증이 남은 가도타가 외야를 100경기나 출전하는 것이 어렵다고 이시미네는 판단하여 시즌 중 수비에 의한 무릎 부담을 줄이기 위해 체중을 80kg에서 70kg까지 감량하는 등 수비 연습에도 적극적으로 임했다. 그 해에는 경기 직전에 가도타가 자신의 수비 여부를 결정하여 이시미네가 그에 맞추는 방침을 취해 이시미네의 지명 타자와 좌익수로서의 선발 출전 횟수는 각각 65차례와 63차례로 포지션이 일정하지 않았다. 이 일로 인해서 집중력이 떨어지고 또한 큰 폭의 체중 감량도 영향을 주는 등 그 해에 일명 블루 선더 타선 중에서 홈런, 타점 모두 팀내 4위의 성적을 기록하여 시즌을 마쳤다.
이듬해 1990년에는 작년 시즌의 반성을 계기로 가도타와 지명 타자 자리를 경쟁하지 않고 좌익수로 출전하겠다는 의사를 굳혀 체중도 80kg으로 되돌렸다. 시즌에 들어가면서 4월 26일 세이부전부터 4월 30일 긴테쓰전에 걸쳐서 퍼시픽 리그 역대 2위 타이 기록인 4경기 연속 병살타를 기록했지만 오레스테스 데스트라데나 기요하라 가즈히로 등과 시즌 종반까지 홈런왕 타이틀을 놓고 경쟁하는 활약을 보였다. 또 3년 만에 출전한 올스타전에서는 2경기 모두 퍼시픽 리그 팀의 5번 타자로서 선발 출전해 2차전에서는 홈런을 포함한 2안타 2타점의 성적을 남겼다. 최종적으로는 시즌 최다인 106타점을 남기면서 첫 타격 부문 타이틀이 되는 타점왕을 석권, 외야수로서 베스트 나인에 선정됐다. 또, 123경기에 좌익수로서 선발 출전한 수비에서는 리그 최다 보살 14개를 기록했다.
1991년 가도타가 후쿠오카 다이에 호크스로 이적하여 다시 지명 타자를 맡게 됐다. 7월에는 타율 3할 3푼 8리, 6홈런, 21타점의 활약으로 통산 두 번째의 월간 MVP를 수상했다. 그 해의 올스타전에서는 중도 출장이면서 2경기 모두 4번 타자로 활약해 2경기에서 3타수 1안타를 남겼다. 넓은 그린 스타디움 고베에 홈구장을 이전한 영향도 있어서인지 작년보다 성적은 떨어졌지만 팀내 1위에 해당되는 85타점을 기록했다. 또, 같은 해 시즌 종료 후 트레이드를 지원하는 발언이 있었다고 한다. 이듬해 1992년에는 모두 다카하시 사토시에 뒤를 이어 팀내 2위인 18홈런, 68타점 등의 성적을 남겼다.
1993년에는 타격 3개 부문의 성적이 모두 작년보다 상승하여 함께 후지이 야스오 다음으로 팀내 2위인 24홈런, 77타점의 성적을 남겼다. 또, 그 해부터 일본 프로 야구에 도입된 FA 권리를 취득하여 마쓰나가 히로미, 고마다 노리히로에 이어 일본 프로 야구 사상 세 번째로 11월 7일에 FA 행사를 선언했다. 몇 년 전부터 타 구단에서 플레이하기를 희망하고 있어 자신을 받아줄 구단이 있을지 불안하였지만 후회를 남기고 싶지 않다고 밝혔다. 오릭스 이외 구단과의 협상이 자유화된 11월 28일에는 오치아이 히로미쓰의 이적 가능성이 높은 주니치 드래건스 구단 대표 이토 가즈마사나, 히라노 겐이 퇴단한 세이부의 모리 마사아키 감독과 면담했다. 양 구단 모두 연봉은 FA규약 상한선인 전년도 대비 1.5배 수준인 1억 200만 엔(추정치)을 제시했고, 세이부에서는 좌익수 클린업 기용을 명시했다고 한다. 또, 주니치쪽에서는 연고지 나고야의 살 곳을 제공하고 은퇴 후 주니치 그룹에서 평론가로 초빙하여 편의를 봐주겠다고 약속했고 세이부에서는 간토 지방으로 옮기는 데 따른 지원금 3,000만 엔을 제공하겠다고 각각 약속했다. 11월 30일에는 마쓰나가와 짐 파치오렉이 빠진 타선을 강화한 한신 타이거스의 나카무라 가쓰히로 감독과 미요시 가즈히코 구단 사장과 면담하면서 한신측에서도 연봉 1억 200만 엔과 외야수 클린업으로 기용하겠다고 약속했다. 12월 1일에는 오키나와현에서 사이 히로요시를 만나 의논했고 15년 동안 다카라즈카시에 살면서 자기 집까지 마련한 간사이 지방을 떠나기는 쉬운 일이 아니었고 한신 팬들의 열렬한 응원에도 마음이 끌렸기에 12월 2일에 한신에 입단하기로 최종 결정을 내렸다. 이로써 한신에서는 최초로 연봉이 1억 엔을 넘는 선수가 됐다. 참고로 오릭스는 이시미네의 등번호 3번을 1997년에 크리스 도넬스가 입단할 때까지 결번으로 비워뒀다.

#### 한신 타이거스 시절
한신 입단 1년째인 1994년에는 주로 5번·좌익수로 출전했지만 경기 종반에는 미나미무레 도요조가 대주자나 수비 보강으로 교체해 나가는 일이 많았다. 그 해에는 전체 130경기 모두 출전해 타율 2할 5푼을 밑돌면서도 팀내 1위인 77타점을 기록했고 17개의 홈런을 때려내며 10년 연속 두 자릿수 홈런을 달성했다. 이듬해 1995년에는 성적이 떨어져서 7월 12일 히로시마전을 기해 당시로서는 일본 프로 야구 역대 4위에 해당되는 894경기 연속 출전 기록이 멈췄다. 그 해에는 9월 8일 요코하마 베이스타스전이 마지막 선발 출전 경기가 되면서 홈런 9개, 33타점이라는 신통찮은 시즌 성적을 남겼다.
이듬해 1996년에는 4번·좌익수로서 선발 출전하여 시즌 개막을 맞이했지만 타격 성적은 작년보다 큰 폭으로 떨어졌고 시즌 도중부터는 히라쓰카 가쓰히로가 주전이 됐다. 10월 5일 요코하마전에서의 출전을 마지막으로 16년 간의 현역 생활을 은퇴했다.

### 그 후
1997년부터 2003년까지 마이니치 방송과 스포츠 닛폰의 야구 해설자를 7년 간 맡았고 2004년에 주니치 드래건스 감독으로 취임한 오치아이 히로미쓰로부터 현역 시절에 몸쪽을 공략할 정도의 타격 기술을 가졌다는 평가를 받아 1군 타격 코치로서 입단했다. 2011년에 오치아이가 감독에서 물러날 때까지 코치로 활동하는 동안 4차례의 리그 우승 달성에 큰 기여를 했다. 2012년에는 요코하마 DeNA 베이스타스 1군 타격 코치를 맡았지만 팀 타율과 득점은 리그 최하위로 끝나 그 해에 코치직에서 물러났다. 2013년에는 자신과 친분이 있는 모리와키 히로시가 감독으로 있던 오릭스 버펄로스의 1군 타격 코치를 맡았지만 팀 타율(.256)과 득점(513) 모두 리그 최하위로 떨어지며 침체를 겪는 등 같은 해 10월 14일부로 성적 부진에 대한 책임을 물어 퇴단했다. 2014년에는 대한민국의 독립 야구 팀 고양 원더스 코치를 맡았지만 팀은 KBO와 운영 방침을 놓고 갈등을 겪는 등 결국 활동 중단을 공식 발표했고 그해 9월 11일 부로 해체됐다.
2015년에는 KBO 리그 kt 위즈의 1군 타격코치로 부임했지만, 같은 해 4월 15일에 팀의 성적 부진과 타격 부진에 의해 2군으로 내려갔다. 참고로 그 후에는 팀의 타격이 호조를 이루면서 6월에는 3경기에서 총 11홈런 33득점을 기록하는 등 타격 면에서 큰 상승세를 탔다. 그 해를 마지막으로 퇴단했다.
2016년 2월, 고향인 오키나와현에 사회인 야구팀 ‘에너직’ 연식야구부의 조감독으로 부임했고, 5월부터는 감독을 맡고 있다. 또한 오키나와현에서 개최되는 프로 야구 시범 경기와 공식전을 류큐 방송이 텔레비전 또는 라디오 하나로 자체 제작으로 중계할 때는 해설자로 출연하는 경우가 있다.

## 플레이 스타일

### 타격
입단 당초부터 장타력을 인정받아 10년 연속 두 자릿수 홈런 기록을 남겼으며 또, 찬스에 매우 강하다는 평가를 받았다. 배팅에는 정답이 없고, 체형이나 근력에 따라 각각의 타격 폼이 있어 제일 휘두르기 쉬운 형태가 최고라고 하는 지론을 갖고 있다.
몸을 잘 회전시켜 강하게 때려낼 정도의 몸쪽을 치는 것에 대해서는 평가가 높았지만 특히 의식하여 연습하진 않고 자연스럽게 몸에 익혔다고 한다. 인코스의 공은 몸의 앞쪽에서 때려낸다라는 일반론에 대해서는 파울이 되기 쉽다고 하여 부정적인 생각을 갖고 있어 오히려 손잡이 끝이 헤드 부분보다 앞에 있는 위치까지 끌어당겨 잡으면서 거기부터 몸을 회전시키는 감각으로 치는 것이 좋다고 말했다. 자신은 한가운데로부터 약간 몸쪽으로 오는 코스를 좋아하고 또 몸쪽이 볼이라고 조금 느껴져도 좌익선상에 타구를 날릴 수 있다는 감각이 있으며 몸쪽으로 오는 슈트를 사양하면서 던지는 투수는 특히 자신있는 상대라고 말했다. 한편 프로에서 통할려면 잘 치는 코스와 그렇지 않은 코스에 신경쓰는 것보단 실전에서 던져오는 공의 대응이 중요하다고 하여 상대 투수의 주무기인 공이나 상황에 의해서 볼배합을 생각하고 있었다.

### 수비·주루
무릎 부상의 영향도 있어 수비에서는 잘하지 못했지만 포수의 경험을 살린 콤팩트한 모션의 송구는 컨트롤과 스피드에 정평이 나있다. 보살 플레이가 좋아서 1990년에는 퍼시픽 리그 최다인 14개를 기록하였는데 그 중 8개가 홈 경기에서 나온 것이다. 통산 도루 개수는 13개에 불과했지만 통산 1065개의 도루를 기록한 후쿠모토 유타카가 한 차례 밖에 성공시키지 못한 홈스틸을 두 차례나 성공시켰다.

### 지명 타자
지명 타자로서 기용된 경기에서는 소속팀 수비 때는 락커룸에서 센트럴 리그의 프로 야구 중계를 보거나 신문 기자와 잡담하면서 하루를 보내며 자신의 타순이 돌아올 무렵에는 벤치로 돌아갔다. 이러한 스타일은 지명 타자를 맡고 있는 일본인 선수 대부분이 수비 때 집중력의 유지에 힘들어하고 있던 쇼와 50년대(1975년)의 퍼시픽 리그에서는 이례적인 스타일이었다. 1983년에 무릎 부상을 거쳐 지명 타자로서의 출전이 늘어난 적도 있어 자신은 타격에 전념하는 것에 대해서는 적극적이었다고 말했다.

## 상세 정보

### 출신 학교
- 오키나와 현립 도미시로 고등학교

### 선수 경력
- 한큐 브레이브스·오릭스 브레이브스·오릭스 블루웨이브(1979년 ~ 1993년)
- 한신 타이거스(1994년 ~ 1996년)

### 지도자·기타 경력
지도자
- 주니치 드래건스 1군 타격 코치(2004년 ~ 2011년)
- 요코하마 DeNA 베이스타스 1군 타격 코치(2012년)
- 오릭스 버펄로스 1군 타격 코치(2013년)
- 고양 원더스 타격·수비 코치(2014년)
- kt 위즈 2군 타격 코치(2015년)

해설자
- 마이니치 방송, 스포츠 닛폰 야구 해설자(1997년 ~ 2003년)

### 수상·타이틀 경력

#### 타이틀
- 타점왕: 1회(1990년)

#### 수상
- 베스트 나인: 3회(1986년, 1987년, 1990년)
- 월간 MVP: 2회(1987년 6월, 1991년 7월)

### 개인 기록

#### 첫 기록
- 첫 출장: 1981년 4월 6일, 대 긴테쓰 버펄로스 전기 1차전(닛폰 생명 구장), 9회초에 요시자와 도시유키의 대타로서 출장
- 첫 타석: 상동, 9회초에 야나기다 유타카 앞에서 삼진
- 첫 안타·첫 타점: 1981년 4월 23일, 대 긴테쓰 버펄로스 전기 4차전(니시쿄고쿠 야구장), 6회말에 고바야시 신야의 대타로서 출장, 다치바나 겐지로부터 적시타
- 첫 선발 출장: 1981년 5월 9일, 대 긴테쓰 버펄로스 전기 6차전(한큐 니시노미야 구장), 6번·포수로서 선발 출장
- 첫 홈런: 1981년 7월 11일, 대 세이부 라이온스 후기 1차전(한큐 니시노미야 구장), 6회말에 나카자와 신지의 대타로 출장, 시바타 야스미쓰로부터 2점 홈런

#### 기록 달성 경력
- 통산 100홈런: 1988년 4월 20일, 대 난카이 호크스 2차전(오사카 구장), 9회초에 가토 신이치로부터 좌월 솔로 홈런 ※역대 152번째
- 통산 150홈런: 1990년 5월 26일, 대 닛폰햄 파이터스 7차전(도쿄 돔), 7회초에 니시자키 유키히로로부터 2점 홈런 ※역대 90번째
- 통산 1000경기 출장: 1991년 7월 18일, 대 후쿠오카 다이에 호크스 12차전(기타큐슈 시민 구장), 4번·지명 타자로서 선발 출장 ※역대 295번째
- 통산 200홈런: 1992년 4월 7일, 대 세이부 라이온스 1차전(세이부 라이온스 구장), 8회초에 시오자키 데쓰야로부터 솔로 홈런 ※역대 61번째
- 통산 1000안타: 1992년 6월 3일, 대 긴테쓰 버펄로스 10차전(닛폰 생명 구장), 5회초에 야마사키 신타로로부터 2루타 ※역대 166번째
- 통산 250홈런: 1994년 6월 9일, 대 히로시마 도요 카프 11차전(오카야마 현 야구장), 4회초에 사사오카 신지로부터 2점 홈런 ※역대 34번째
- 통산 1500경기 출장: 1995년 6월 25일, 대 주니치 드래건스 13차전(나고야 구장), 5번·좌익수로서 선발 출장 ※역대 113번째

#### 기타
- 올스타전 출장: 4회(1986년, 1987년, 1990년, 1991년)
- 연속 경기 홈런: 6개(1987년 9월 2일 ~ 9월 10일)
- 연속 경기 출루: 56경기(1986년 4월 29일 ~ 7월 25일)
- 연속 경기 출장: 894경기(1988년 8월 15일 ~ 1995년 7월 12일) ※당시 역대 5위
- 시즌 대타 홈런: 6개(1985년)

### 등번호
- 55(1979년 ~ 1982년)
- 29(1983년 ~ 1987년, 1994년 ~ 1996년)
- 3(1988년 ~ 1993년)
- 75(2004년 ~ 2011년)
- 76(2012년)
- 70(2013년 ~ 2014년)
- 90(2015년)

### 연도별 타격 성적
| 연 도      | 소 속       | 경 기 | 타 석 | 타 수 | 득 점 | 안 타 | 2 루 타 | 3 루 타 | 홈 런 | 루 타 | 타 점 | 도 루 | 도 루 자 | 희 생 번 | 희 생 플 | 볼 넷 | 고 4 | 사 구 | 삼 진 | 병 살 타 | 타 율 | 출 루 율 | 장 타 율 | O P S |
| ---------- | ----------- | ----- | ----- | ----- | ----- | ----- | ------- | ------- | ----- | ----- | ----- | ----- | -------- | -------- | -------- | ----- | ---- | ----- | ----- | -------- | ----- | -------- | -------- | ----- |
| 1981년     | 한큐 오릭스 | 36    | 46    | 42    | 3     | 9     | 1       | 1       | 2     | 18    | 5     | 0     | 0        | 0        | 0        | 4     | 0    | 0     | 15    | 0        | .214  | .283     | .429     | .711  |
| 1982년     | 한큐 오릭스 | 66    | 84    | 76    | 9     | 19    | 2       | 1       | 4     | 35    | 10    | 0     | 0        | 1        | 0        | 5     | 0    | 2     | 22    | 1        | .250  | .313     | .461     | .774  |
| 1983년     | 한큐 오릭스 | 59    | 144   | 129   | 15    | 29    | 4       | 0       | 6     | 51    | 18    | 0     | 1        | 3        | 1        | 10    | 0    | 1     | 28    | 3        | .225  | .284     | .395     | .679  |
| 1984년     | 한큐 오릭스 | 44    | 120   | 108   | 13    | 25    | 6       | 0       | 6     | 49    | 14    | 0     | 0        | 0        | 0        | 7     | 0    | 5     | 19    | 9        | .231  | .308     | .454     | .762  |
| 1985년     | 한큐 오릭스 | 77    | 174   | 149   | 22    | 45    | 7       | 0       | 14    | 94    | 34    | 0     | 0        | 0        | 0        | 21    | 3    | 4     | 28    | 3        | .302  | .402     | .631     | 1.033 |
| 1986년     | 한큐 오릭스 | 126   | 510   | 454   | 62    | 136   | 19      | 2       | 33    | 258   | 96    | 3     | 1        | 1        | 3        | 50    | 5    | 2     | 64    | 11       | .300  | .369     | .568     | .938  |
| 1987년     | 한큐 오릭스 | 127   | 543   | 495   | 65    | 157   | 24      | 0       | 34    | 283   | 91    | 1     | 0        | 0        | 3        | 37    | 4    | 8     | 69    | 10       | .317  | .372     | .572     | .944  |
| 1988년     | 한큐 오릭스 | 128   | 515   | 469   | 54    | 139   | 18      | 0       | 22    | 223   | 76    | 0     | 1        | 1        | 4        | 33    | 8    | 8     | 56    | 13       | .296  | .350     | .475     | .826  |
| 1989년     | 한큐 오릭스 | 130   | 534   | 487   | 55    | 135   | 29      | 1       | 20    | 226   | 77    | 1     | 1        | 0        | 3        | 42    | 5    | 2     | 69    | 13       | .277  | .335     | .464     | .799  |
| 1990년     | 한큐 오릭스 | 130   | 545   | 473   | 72    | 129   | 8       | 1       | 37    | 250   | 106   | 0     | 2        | 0        | 6        | 64    | 6    | 2     | 83    | 16       | .273  | .358     | .529     | .886  |
| 1991년     | 한큐 오릭스 | 130   | 553   | 490   | 63    | 132   | 28      | 3       | 21    | 229   | 85    | 0     | 1        | 0        | 11       | 48    | 2    | 4     | 53    | 18       | .269  | .333     | .467     | .800  |
| 1992년     | 한큐 오릭스 | 130   | 549   | 506   | 56    | 135   | 17      | 0       | 18    | 206   | 68    | 2     | 2        | 0        | 2        | 37    | 2    | 4     | 66    | 17       | .267  | .321     | .407     | .728  |
| 1993년     | 한큐 오릭스 | 130   | 549   | 495   | 56    | 135   | 21      | 2       | 24    | 232   | 77    | 4     | 1        | 0        | 3        | 48    | 3    | 3     | 65    | 15       | .273  | .339     | .469     | .807  |
| 1994년     | 한신        | 130   | 502   | 467   | 39    | 115   | 17      | 1       | 17    | 185   | 77    | 1     | 1        | 0        | 9        | 22    | 2    | 4     | 82    | 14       | .246  | .281     | .396     | .677  |
| 1995년     | 한신        | 97    | 318   | 287   | 24    | 69    | 17      | 1       | 9     | 115   | 33    | 1     | 1        | 0        | 7        | 21    | 1    | 3     | 42    | 16       | .240  | .292     | .401     | .693  |
| 1996년     | 한신        | 26    | 70    | 62    | 6     | 10    | 0       | 0       | 2     | 16    | 8     | 0     | 0        | 0        | 0        | 7     | 0    | 1     | 15    | 1        | .161  | .257     | .258     | .515  |
| 통산: 16년 | 통산: 16년  | 1566  | 5756  | 5189  | 614   | 1419  | 218     | 13      | 269   | 2470  | 875   | 13    | 12       | 6        | 52       | 456   | 41   | 53    | 776   | 160      | .273  | .335     | .476     | .811  |

- 굵은 글씨는 시즌 최고 성적.
- 한큐(한큐 브레이브스)는 1989년에 오릭스(오릭스 브레이브스, 후에 오릭스 블루웨이브)로 구단명을 변경.

### 연도별 수비 성적
| 연도   | 경기 | 도루 시도 | 도루 허용 | 도루 실패 | 저지율 |
| ------ | ---- | --------- | --------- | --------- | ------ |
| 1981년 | 15   | 11        | 9         | 2         | .182   |
| 1982년 | 14   | 4         | 4         | 0         | .000   |
| 1983년 | 39   | 23        | 16        | 7         | .304   |
| 통산   | 68   | 38        | 29        | 9         | .237   |

## 참고 문헌
- 에비사와 야스히사 (1996년). 《베테랑(ヴェテラン)》. 분슌분코.